# Amauronematus toeniatus
Amauronematus toeniatus är en stekelart som först beskrevs av Audinet-serville 1823.  Amauronematus toeniatus ingår i släktet Amauronematus, och familjen bladsteklar. Arten är reproducerande i Sverige.